# CiNii
CiNii este un serviciu de baze de date bibliografice pentru materiale din biblotecile academice japoneze, concentându-se   în special pe lucrările japoneze și englezești publicate în Japonia. Baza de date a fost înființată în aprilie 2005 și este menținut de către Institutul Național de Informații (japonez).